# Raquel Welch
Raquel Welch, född Jo Raquel Tejada den 5 september 1940 i Chicago i Illinois, död 15 februari 2023 i Los Angeles i Kalifornien, var en amerikansk skådespelare.

## Biografi
Raquel Welchs far var bolivianskfödd[källa behövs] ingenjör och hennes mor av engelsk härkomst. Som 14-åring började hon delta i och vinna skönhetstävlingar. 18 år gammal gifte hon sig 1959 med skolkamraten James Welch och de fick tillsammans två barn. Paret skilde sig 1964.
Raquel Welchs ambition var att bli filmstjärna, och hon tog teaterlektioner medan hon försörjde sig bland annat som fotomodell. Welch anlände till Hollywood 1963, och gifte sig med den driftige pressagenten Patrick Curtis 1967. Han tog med henne på en publicitetsturné i Europa vilket ledde till en enastående karriär där Welch blev världsstjärna. Under 1960- och 1970-talen medverkade hon i flera internationella filmer. I april 1970 sände CBS ett påkostat TV-program, Raquel!, med sång- och dansnummer och gästframträdanden av Bob Hope, John Wayne och Tom Jones.
På 1980-talet gav hon ut en bok och videor om träning och yoga. Hon har även lanserat en framgångsrik serie peruker. År 2010 gav hon ut sin självbiografi Beyond the cleavage, där hon bland annat beskriver sin barndom med en frånvarande pappa och hennes mödosamma tidiga karriär som ensamstående mamma. Hon ger sin syn, från kvinna till kvinna, på olika aspekter av att vara kvinna, som kärlek, sex, hälsa, kroppsuppfattning, karriär och familj samt att möta åldrande.

## Filmografi (urval)
- 1966 – Den fantastiska resan
- 1966 – Giganternas kamp
- 1967 – Min kompis Djävulen
- 1967 – Fathom
- 1968 – Bandolero!
- 1968 – Kvinna i cement
- 1970 – Myra Breckinridge
- 1971 – Jakten på bröderna Clemens
- 1973 – De tre musketörerna
- 1973 – Döden går ombord
- 1974 – De fyra musketörerna
- 1976 – Ambulansjakten
- 1977 – Fäkta för livet
- 1994 – Nakna pistolen 33⅓: Den slutgiltiga förolämpningen (cameoroll)
- 1998 – Chairman of the Board
- 2001 – Legally Blonde